# Marialva
Marialva là một đô thị thuộc bang Paraná, Brasil. Đô thị này có diện tích 475,467 km², dân số năm 2007 là 31171 người, mật độ 69,8 người/km².